# 南渡江
南渡江，又稱南渡河，古稱黎母水，清朝時稱新安江、金江，是海南島最大河流。發源於白沙黎族自治县青松乡南部的南峰山，幹流斜贯海南島中北部，流經白沙、瓊中、儋州、澄邁、屯昌、定安、瓊山等市縣，最後在海口市美兰区的三联社区流入瓊州海峽。全長333.8千米，比降0.72‰，总落差703米，流域面積7,033平方千米。干流上游建有松涛水库，是海南省最大的人工湖，也是最大的水利枢纽工程。

## 干流概况
南渡江上游称南开河，发源于白沙县青松乡南部的南峰山，东南流至道银村转北流，经白沙县的南开乡、元门乡后流入儋州市境内，经松涛水库主库面，于坝址儋州兰洋镇番雅村出库后向东北流，经琼中黎族苗族自治县北端、澄迈县南部，于澄迈县城金江镇转东流，进入海口市，经过一段定安县和海口市边界，在定安县城东北右纳仙屯河后转北流，经海口市区入海。河口处有新埠岛和海甸岛，使河口段分三支入琼州海峡：北支为干流，在三联入海；西北支横沟河在网门港入海；西支海甸河在海口港入海。

## 流域概况
南渡江流域地处热带北部边缘，具有丰富的降雨、阳光和热能，台风频繁，干湿季差别显著；多年平均气温23.5℃，年均日照2100小时，年均相对湿度85%，年均降水量1929.2毫米。南渡江上游和中游山地的仙婆岭和黎母岭一带是海南全岛降水和暴雨中心。
流域内经济以农业为主。

## 环境
根据《2014年9月海南省地表水环境质量期报》，南渡江的所有监测河段水质均符合或优于中国国家地表水Ⅲ类标准，水质达到优级。城镇河段和入海口河段水质较差，污染类型以耗氧有机类污染和石油类污染为主。